# Хьокмали
```

```

Хьокмали́ (Геокмали; азерб. Hökməli) — селище на сході Азербайджану, північно-західна околиця столиці держави Баку, розташоване на південь від міста Хирдалан, підпорядковане Абшеронському району.

## Географія
Селище розташоване в основі Апшеронського півострова, на північно-східному підніжжі гори Шабандаг.

## Історія
Статус селища міського типу Хьокмали отримав в 1937 році.

## Населення
Згідно з даними перепису 1989 року в селищі Хьокмали проживало 3267 осіб. На 2011 рік населення збільшилось до 8,9 тисяч осіб.

## Господарство
Автомобільні шляхи з'єднують Хьокмали із сусідніми містом Хирдалан та селищем Кобу.